# Sången (Sunnemo socken, Värmland)
Sången är en sjö i Hagfors kommun i Värmland och ingår i Göta älvs huvudavrinningsområde. Sjön är 8,7 meter djup, har en yta på 0,725 kvadratkilometer och befinner sig 254 meter över havet. Sjön avvattnas av vattendraget Sångesälven. Vid provfiske har abborre och gädda fångats i sjön.

## Delavrinningsområde
Sången ingår i det delavrinningsområde (664305-138812) som SMHI kallar för Utloppet av Sången. Medelhöjden är 293 meter över havet och ytan är 15,12 kvadratkilometer. Det finns inga avrinningsområden uppströms utan avrinningsområdet är högsta punkten. Sångesälven som avvattnar avrinningsområdet har biflödesordning 5, vilket innebär att vattnet flödar genom totalt 5 vattendrag innan det når havet efter 364 kilometer. Avrinningsområdet består mestadels av skog (87 procent). Avrinningsområdet har 0,72 kvadratkilometer vattenytor vilket ger det en sjöprocent på 4,8 procent.